# Mariners Apartment Complex
„Mariners Apartment Complex“ je píseň americké zpěvačky a textařky Lany Del Rey. Byla vydána 12. září 2018 jako první „fanouškovský singl“ z jejího šestého studiového alba Norman Fucking Rockwell (2019). Píseň napsala a produkovala Del Rey a Jack Antonoff. Jedná se o první spolupráci mezi Del Rey a Antonoffem.

## Vydání singlu
7. září 2018 oznámila Del Rey, že vydá dvě nové písně. Následně sdílela ukázku „Mariners Apartment Complex“ spolu s hudebním videm, které natočila její sestra Chuck Grantová. Premiéra písně proběhla 12. září na rádiové stanici BBC Radio 1. V rozhovoru pro tuto stanici Del Rey uvedla:
„Tato písnička je o tom, když jsem byla kdysi na procházce s klukem, s kterým jsem se v té době vídala. Zastavili jsme se před bytovým komplexem jeho kamaráda, on si přehodil ruku přes moje rameno a řekl: „Myslím si, že jsme spolu, protože jsme oba stejní, jsme oba fakt zdeptaní.“ A já jsem si pomyslela, že to je ta nejsmutnější věc, kterou jsem kdy slyšela. Řekla jsem mu: „Já nejsem smutná, netušila jsem, že to je ten důvod, proč si se mnou rozumíš. Ve skutečnosti je mi fajn.“ A on se naštval. A to byla ta chvíle, kdy jsem napsala tuto písničku. Pomyslela jsem si, že jsem už mockrát musela být ta, co ukazuje tu správnou cestu. Ale proto je super, že tu písničku hrajete. Myslela jsem si, že ji vydám jen pro sebe, ale je super, že ji můžu sdílet i s ostatními lidmi.“

## Hudební video
Hudební video k singlu „Mariners Apartment Complex“ bylo vydáno 12. září 2018. Video bylo natočeno sestrou Del Rey, Chuck Grantovou.

## Hudební příčky
| Žebříček (2018)                               | Nejvyšší umístění |
| --------------------------------------------- | ----------------- |
| Austrálie (ARIA Charts)                       | 93                |
| Belgie (Ultratip Flanders)                    | 35                |
| Francie (SNEP)                                | 35                |
| Chorvatsko (HRT)                              | 66                |
| Irsko (IRMA)                                  | 74                |
| Kanada (Billboard Digital Songs)              | 34                |
| Nový Zéland (RMNZ Hot Singles)                | 11                |
| Maďarsko (Single Top 40)                      | 39                |
| Řecko (IFPI International Digital Singles)    | 37                |
| Skotsko (Official Charts Company)             | 72                |
| Španělsko (PROMUSICAE Physical/Digital Songs) | 14                |
| Švédsko (Sverigetopplistan)                   | 78                |
| Švýcarsko (Schweizer Hitparade)               | 89                |
| Spojené království (Official Charts Company)  | 79                |
| USA (Billboard Alternative Digital Songs)     | 7                 |
| USA (Billboard Digital Songs)                 | 42                |